# De Fontein (Drachten)
De Fontein is een kerkgebouw in Drachten in de Nederlandse provincie Friesland.

## Beschrijving
De Gereformeerde Kerk van Drachten was in de jaren zestig de snelstgroeiende van Nederland, wat leidde tot de bouw van de Fonteinkerk in de wederopbouwwijk De Swetten. Het was de derde gereformeerde kerk van Drachten, na de Noorderkerk aan de Stationsweg en de Zuiderkerk aan de Burgemeester Wuiteweg.
De kerk met een deels in het gebouw opgenomen kloktoren werd gebouwd naar ontwerp van architect J. Bosma en zijn zoon. De kerk werd op 11 augustus 1965 officieel geopend. Het orgel (1965) werd gemaakt door Pels en in 2007 gerenoveerd door Gebr. Reil. Kunstenaar Berend Hendriks ververvaardigde de kanseldecoratie en maakte het ontwerp voor het bakstenen mozaïek aan de oostgevel, dat gebaseerd is op Johannes 4: 13-14 Jezus geeft levend water, dat tot een fontein wordt.
Het kerkgebouw werd in 1993 overgenomen door de Gereformeerde Kerken vrijgemaakt (in 2023 opgegaan in de Nederlandse Gereformeerde Kerken).

## Orgel
In 2006 werd het orgel geherintoneerd door de fa. Reil uit Heerde. Daarbij werd de Nasard 1 1/3 van het Rugwerk vervangen door een Sesquialter.

### De dispositie van het Pels-orgel: (1966)
Hoofdwerk:

Prestant 8

Roerfluit 8

Octaaf 4

Koppelfluit 4

Quint 2 2/3

Octaaf 2

Mixtuur V

Schalmey 8

Rugwerk:

Holpijp 8

Prestant 4

Woudfluit 4

Gemshoorn 2

Sesquialter

Scherp IV

Dulciaan 8

Tremulant

Pedaal:

Subbas 16

Prestant 8

Gedekt 8

Ruispijp III

Fagot 16

3 koppels:

Hoofdwerk – Rugwerk

Pedaal – Hoofdwerk

Pedaal – Rugwerk